# Gang Starr

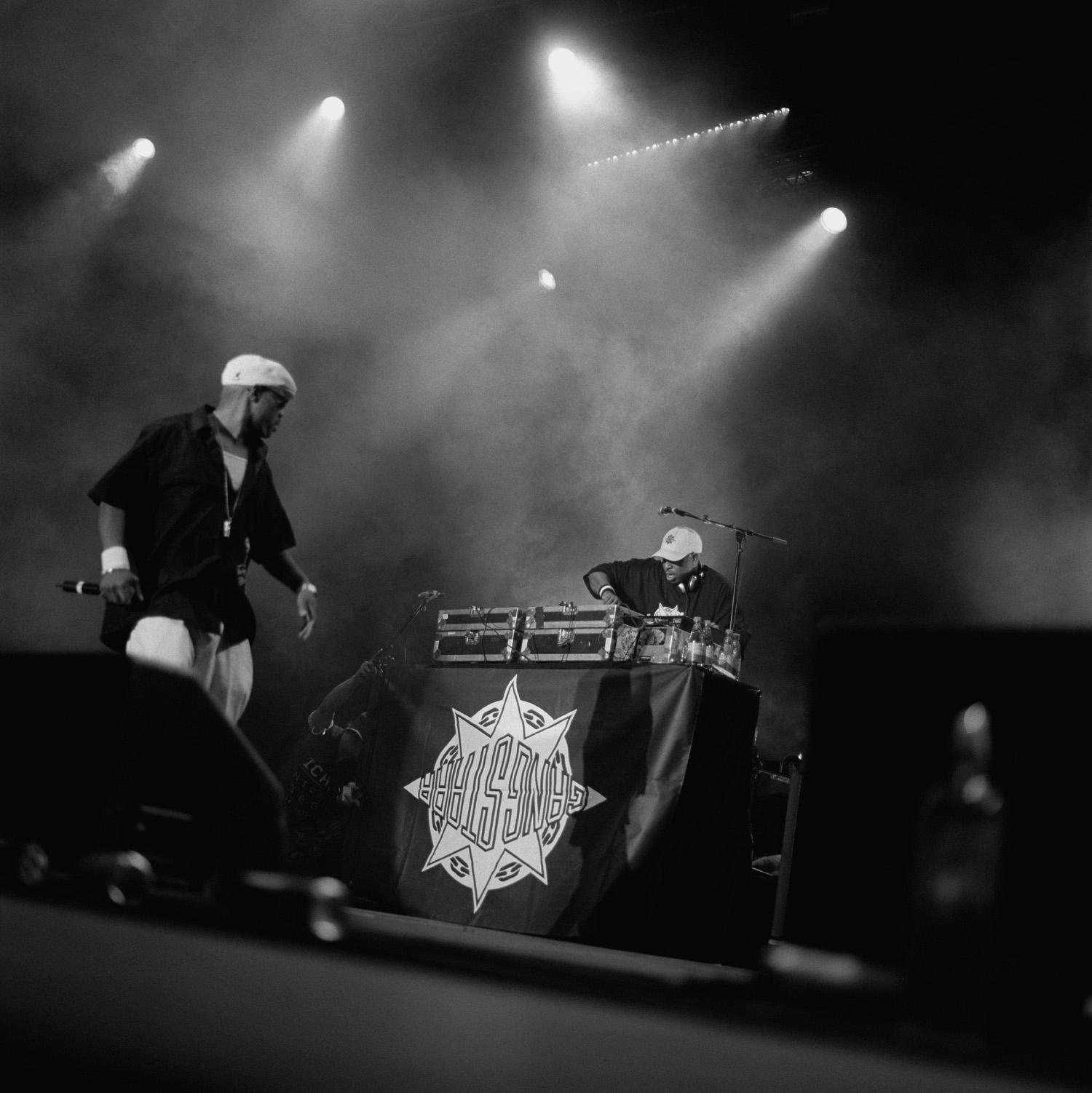
Gang Starr (1999)

Gang Starr a fost un influent duo de East Coast hip hop format din MC Guru și DJ-ul/producătorul DJ Premier. Stilul lor combină elemente de jazz și hip hop newyorkez.

## Foști membri
- Damo D-Ski
- DJ 1, 2 B-Down
- Guru
- DJ Premier

## Discografie

### Albume de studio
- No More Mr. Nice Guy (22 aprilie 1989)
- Step in the Arena (15 ianuarie 1991)
- Daily Operation (5 mai 1992)
- Hard to Earn (8 martie 1994)
- Moment of Truth (31 martie 1998)
- The Ownerz (24 iunie 2003)

### Compilații
- Full Clip (13 iulie 1999)
- Mass Appeal (26 decembrie 2006)